# Stelletta gigas
Stelletta gigas är en svampdjursart som först beskrevs av William Johnson Sollas 1886.  Stelletta gigas ingår i släktet Stelletta och familjen Ancorinidae. Inga underarter finns listade i Catalogue of Life.